# Elaphoglossum mcvaughii
Elaphoglossum mcvaughii är en träjonväxtart som beskrevs av John T. Mickel. Elaphoglossum mcvaughii ingår i släktet Elaphoglossum och familjen Dryopteridaceae. Inga underarter finns listade.